# 4G

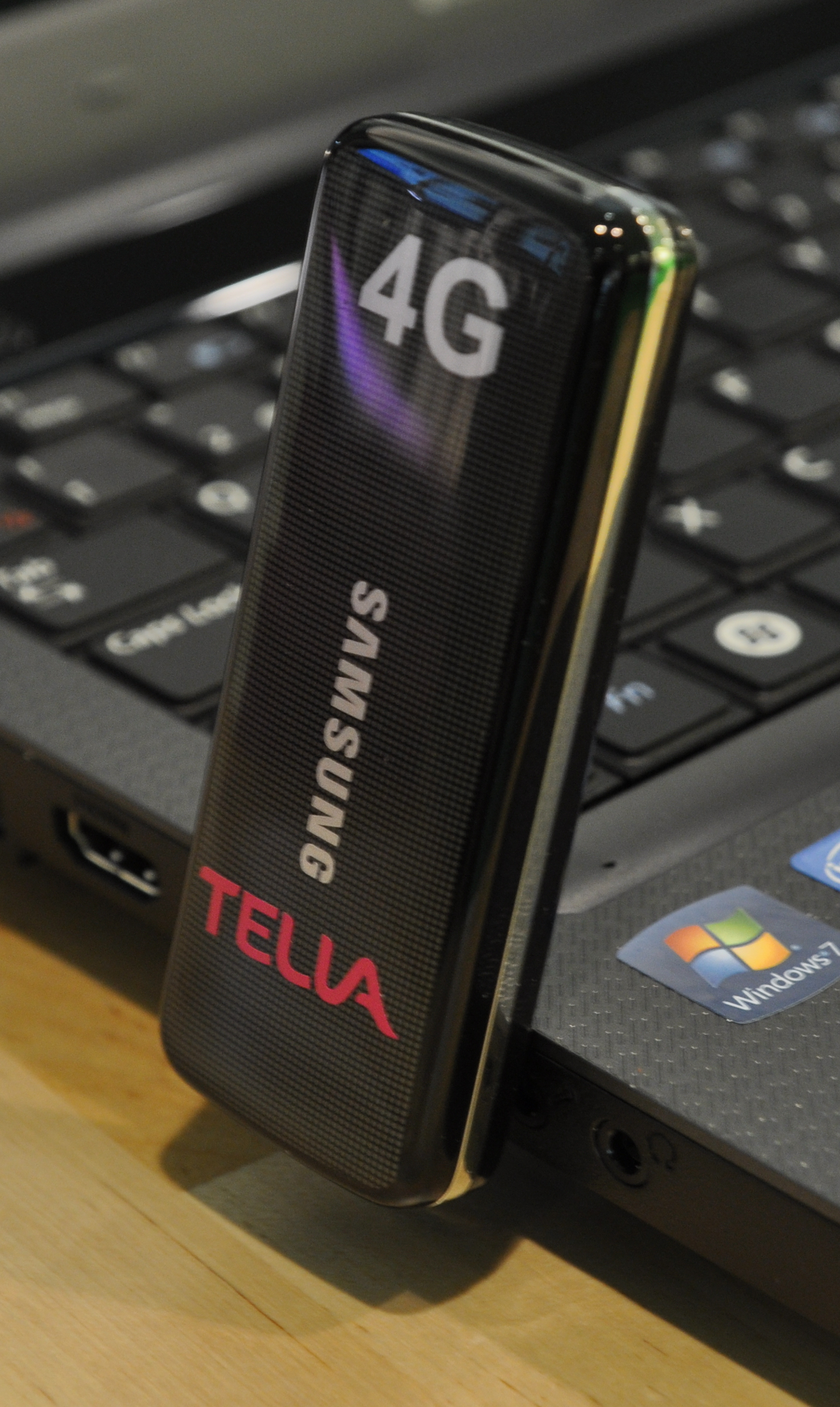
Modem 4G

4G, telefonia komórkowa czwartej generacji – sieć cyfrowa telefonii komórkowej, dla której główną cechą odróżniającą od swojej poprzedniczki (3G) jest szybkość transferu pomiędzy urządzeniami. Oferuje ona szybkość mobilnego Internetu na poziomie 100 Mb/s, a wysyłanie pakietów odbywa się z prędkością powyżej 25 Mb/s.
Polega na przesyłaniu dźwięku i danych za pomocą komutacji pakietów opartej na IP.
Charakteryzuje się uproszczoną architekturą sieci szkieletowej oraz usprawnioną przepływnością w sieci radiowej w stosunku do poprzednich standardów.